# بل ۲۰۴/۲۰۵

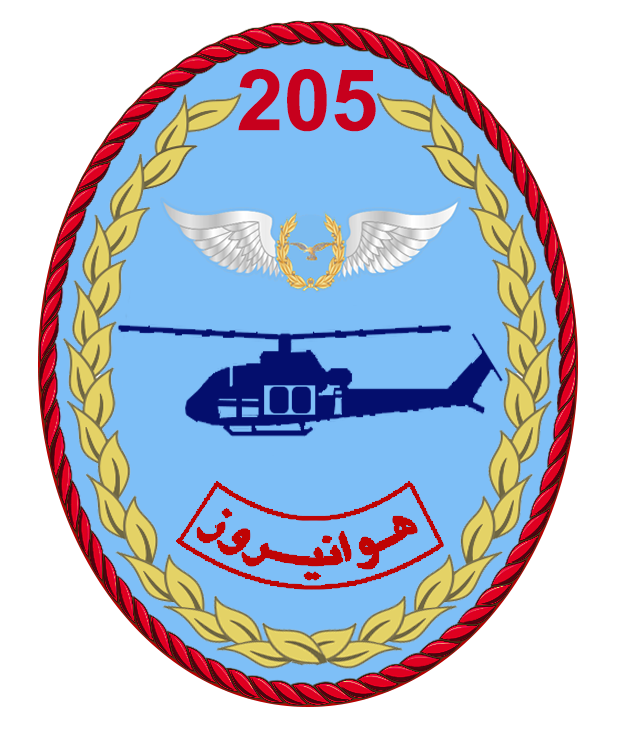
آرم سینه خلبان هلیکوپتر بل ۲۰٥ هوانیروز ارتش

بل ۲۰۴/۲۰۵ (به انگلیسی: Bell 204/205) یک بالگرد ساختِ کارخانهٔ بل هلیکوپتر در کشور ایالات متحده آمریکا و کانادا است که در سال 1956-1980 ساخته شد. این بالگرد برای نخستین بار در ۲۲ اکتبر ۱۹۵۶ میلادی مورد استفاده قرار گرفت.